# Jørgen Burchardt

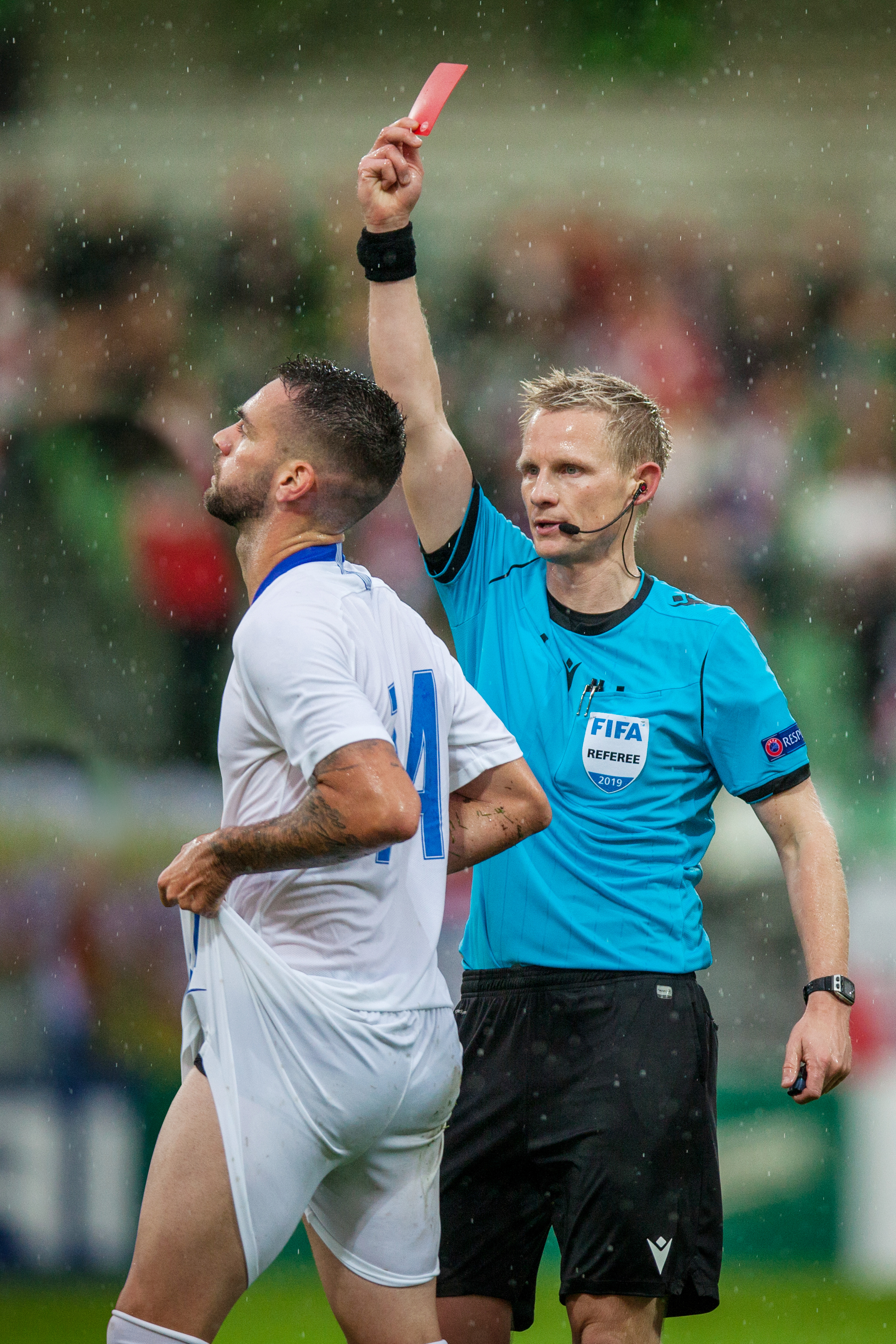
Jørgen Burchardt (2019)

Jørgen Daugbjerg Burchardt (* 30. November 1982 als Jørgen Nielsen) ist ein dänischer Fußballschiedsrichter.
Burchardt ist seit August 2014 Schiedsrichter in der dänischen Superliga und hat in dieser bereits über 160 Spiele geleitet.
Am 1. Juli 2020 pfiff Burchardt das Finale des Dänischen Fußballpokals 2019/20 zwischen Aalborg BK und SønderjyskE Fodbold (0:2) in Esbjerg.
Von 2016 bis 2022 stand Burchardt auf der Liste der FIFA-Schiedsrichter und leitete internationale Fußballspiele. In der Saison 2016/17 pfiff Burchardt erstmals ein Spiel in der Qualifikation zur Europa League, in der Saison 2018/19 erstmals ein Spiel in der Qualifikation zur Champions League. Bei der U-17-Europameisterschaft 2019 in Irland leitete Burchardt drei Gruppenspiele und ein Viertelfinale. Zudem pfiff er jeweils eine Partie in der Nations League und in der EM-Qualifikation für die Europameisterschaft 2021 sowie Freundschaftsspiele.
Burchardt kommt aus Varde, ist verheiratet und hat zwei Kinder.